# Gideon Sundbäck
Otto Fredrik Gideon Sundbäck (24. april 1880 på Sonarps Gård i Ödestugu, Småland – 21 juni 1954 i Meadville, Pennsylvania) var en svensk-amerikansk opfinder samt industri- og forretningsmand.
Han voksede op i Småland i Sverige som søn af gårdejer Jonas Otto Magnusson Sundbäck (f. 1846) og Kristina Karolina Klasdotter (f. 1852), og han havde fem søskende. 
Efter at have fuldendt sin skolegang i Sverige, flyttede Sundbäck til Tyskland, hvor han studerede ved den polytekniske læreanstalt i Bingen am Rhein. Her afsluttede han i 1903 sin uddannelse som ingeniør, og i 1905 emigrerede han til USA. 
I 1909 blev Sundbäck gift med Elvira Aronson, datter af svensk-amerikaneren Peter Aronsson.
Hans mest kendte udviklingsarbejde er den moderne lynlås (betegnet "Separable Fastener"), som han udviklede under sit arbejde i USA og indleverede en patentansøgning på 27. august 1914 efter året forinden at have fået patent på en forsimplet udgave. Selve ideen med at udvikle en hæfteanordning daterer sig tilbage til bl.a. symaskinens opfinder Elias Howe, som allerede i 1851 fik patent på en simpel hæftelås. 
Sundbäck udviklede senere maskineri til fremstilling af sin lynlås, deriblandt Lightning Fastener Company i St. Catharines, Ontario, som han var præsident (formand) for. 
I 1951 blev Gideon Sundbäck tildelt Guldmedalje af Royal Swedish Academy of Engineering Sciences, og i 2006 blev han posthumt hædret ved at blive inkluderet i National Inventors Hall of Fame (Alexandria, Virginia, USA) for sit arbejde med udvikling af lynlåsen.